# 钟芳源
钟芳源（1932年—），男，浙江宁波人，中国热力涡轮机械专家，曾任上海交通大学教授、博士生导师。